# Ion Agârbiceanu
Ion Agârbiceanu (Cenade, 12 settembre 1882 – Cluj-Napoca, 28 maggio 1963) è stato uno scrittore e sacerdote di rito greco-cattolico rumeno.

### Studi
- Mircea Zaciu, Ion Agârbiceanu, Bucureşti, Editura Minerva, 1972
- Mircea Zaciu, Ceasuri de seară cu Ion Agârbiceanu (mărturii, comentarii, arhivă), Cluj, Editura Dacia, 1982
- Dimitrie Vatamaniuc, Ion Agârbiceanu. Biobliografie, Bucureşti, Editura Enciclopedică, 1974
- Dicţionarul scriitorilor români, coordonatori Mircea Zaciu, Marian Papahagi, Aurel Sasu, A-C, Bucureşti, Editura Fundaţiei Culturale Române, 1995
- Dicţionarul general al literaturii române, coordonator general Eugen Simion, A-B, Bucureşti, Editura Univers Enciclopedic, 2004